# Tryphon nigrinus
Tryphon nigrinus là một loài tò vò trong họ Ichneumonidae.